# Shandon Baptiste
Shandon Baptiste (8 de abril de 1998) es un futbolista granadino que juega en la demarcación de centrocampista para el Luton Town F. C. de la League One.

## Selección nacional
Hizo su debut con la selección de fútbol de Granada el 24 de octubre de 2017 en un partido amistoso contra Panamá que finalizó con un resultado de 0-5 a favor del combinado panameño tras un gol de Alfredo Stephens, un doblete de Carlos Small y otro doblete de Ronaldo Dinolis.

### Goles internacionales
| # | Fecha                   | Estadio                                      | Oponente          | Gol | Resultado | Competición |
| - | ----------------------- | -------------------------------------------- | ----------------- | --- | --------- | ----------- |
| 1 | 12 de noviembre de 2017 | Estadio Ato Boldon, Couva, Trinidad y Tobago | Trinidad y Tobago | 0-1 | 2-2       | Amistoso    |

## Clubes
| Club                                      | País       | Año       | Partidos | Goles |
| ----------------------------------------- | ---------- | --------- | -------- | ----- |
| Oxford United F. C.                       | Inglaterra | 2017      | 2        | 0     |
| Hampton & Richmond Borough F. C. (cedido) | Inglaterra | 2017-2018 | 21       | 0     |
| Oxford United F. C.                       | Inglaterra | 2018-2020 | 41       | 5     |
| Brentford F. C.                           | Inglaterra | 2020-2024 | 78       | 2     |
| Luton Town F. C.                          | Inglaterra | 2024-     | 17       | 1     |